# Герб Гніздичева
Герб Гніздичева — офіційний символ селища Гніздичів Львівської області. Затверджений 13 липня 2007 року рішенням сесії Гніздичівської селищної ради. Герб є промовистим.
Автор проєкту — А. Гречило.

## Опис
У зеленому полі в золотому гнізді стоїть срібний лелека з чорним оперенням на крилах, червоним дзьобом і лапами, вгорі ліворуч — золота 8-променева зірка.

## Зміст
Лелека у гнізді асоціативно вказує на назву поселення. Зелене поле означає те, що Гніздичів виник серед густих лісів. Золота зірка як Богородичний символ уособлює відпустове місце Кохавине.